# Trioza karroo
Trioza karroo är en insektsart som beskrevs av Jennifer L. Hollis 1984. Trioza karroo ingår i släktet Trioza och familjen spetsbladloppor. Inga underarter finns listade i Catalogue of Life.